# Andrew Melville
Pour les articles homonymes, voir Melville.
Andrew Melville (1er aout 1545 - 1622) est un universitaire écossais, théologien et réformateur religieux. Sa renommée incita de nombreux étudiants du continent européen à venir étudier à Glasgow et à St Andrews .

## Jeunesse
Andrew Melville est né près de Montrose, Angus (Écosse).
Il est le plus jeune fils de Richard Melville (le frère de Melville de Dysart). Son père meurt à la bataille de Pinkie Cleugh en 1547, en se battant du côté de l'armée écossaise. La mère d'Andrew meurt peu après et l'orphelin est pris en charge par son frère plus âgé, Richard (1522–1575).
De façon précoce, Andrew Melville montre un goût pour l'apprentissage et son frère fait tout ce qui est en son pouvoir pour lui donner la meilleure éducation. Il apprend ainsi les rudiments du latin à l'école de Montrose, après quoi il apprend le grec pendant deux ans avec Pierre de Marsilliers, un Français que John Erskine (1er comte de Mar) a persuadé de venir s'installer à St Andrew.
La précocité de Malville est telle qu'en arrivant à l'Université de St Andrews, il étonne ses professeurs par son usage du grec pour traduire Aristote. Pour compléter sa formation, Melville quitte alors St Andrews avec la réputation d'être « le meilleur poète, philosophe et hellénistes du pays ».

## Voyages et études en Europe
En 1564, à l'âge de 19 ans, il vient s'installer en France pour compléter sa formation à l'Université de Paris où il s'oblige à acquérir des langues orientales. Il assiste aux derniers enseignements d'Adrien Turnèbe, professeur de grec, ainsi que celui de Pierre de La Ramée, dont il assimile la méthode philosophique et adopte l'enseignement que Melville introduira plus tard dans l'Université d’Écosse. De Paris, il va à Poitiers en 1566 pour étudier le Droit Civil, et bien qu'il n'ait que 21 ans, il y est nommé "principal" dans le collège Saint-Marceon. Toutefois, après 3 années, les troubles politiques (et religieux) l'obligent à quitter la France, et il se rend à Genève, où il est accueilli par Théodore de Bèze, à l'instigation de qui il est embauché sur la chaire d'Humanité de l'Académie de Genève.

## Retour en Écosse
En plus d'enseigner, Andrew Melville continue d'étudier la littérature orientale, et en particulier acquiert la connaissance du syriaque de Cornelius Bertram. Alors qu'il vit à Genève, le massacre de la Saint-Barthélemy survenu en 1572, amène un grand nombre de protestants à se réfugier dans cette ville, et en particulier certains des hommes de lettres français de cette époque les plus distingués et parmi eux plusieurs spécialistes en droit civil et en science politique, dont la fréquentation conforte ses idées sur la liberté civile et religieuse.
Mais en 1574, Andrew Melville retourne en Écosse et presque immédiatement reçoit le poste et les émoluments de recteur de la principale faculté de l'Université de Glasgow, qu'il commence à la rénover. Melville en élargit le curriculum et y établit  des chaires de langue, science, philosophie et « divinité », qui seront confirmées par une charte en 1577. Sa réputation s'étend alors et des étudiants convergent de toutes les parties de l'Écosse et d'au-delà. Il participe à la reconstruction de l'Université d'Aberdeen en 1575, et ordonne de faire pour St Andrews ce qu'il a entrepris à Glasgow. En 1580, il est embauché comme Principal du Collège St Mary de St Andrews. Ses fonctions comprennent alors l'enseignement de la théologie, de l'hébreu, du chaldéen, et du syriaque. Toutefois, sa réforme et ses nouvelles méthodes d'enseignement impliquent une nouvelle doctrine, telle que la non-infaillibilité d'Aristote, qui le mettent en conflit avec d'autres enseignants au sein de l'Université.
En 1578, il est nommé « Modérateur de l'Assemblée Générale de l’Église d’Écosse » et prend part à l'organisation de la méthode de l’Église presbytérienne. Mais des troubles survinrent du fait la volonté du Roi d'imposer le système de l'épiscopat à l’Église d’Écosse et à cette occasion, Melville poursuit en justice l'évêque Tulchan (en) (Robert Montgomery, 1609). Alors qu'il était convoqué devant le Conseil privé du royaume, en février, il fait un déplacement à travers toute l'Angleterre dans le but d'échapper à une inculpation de haute trahison.

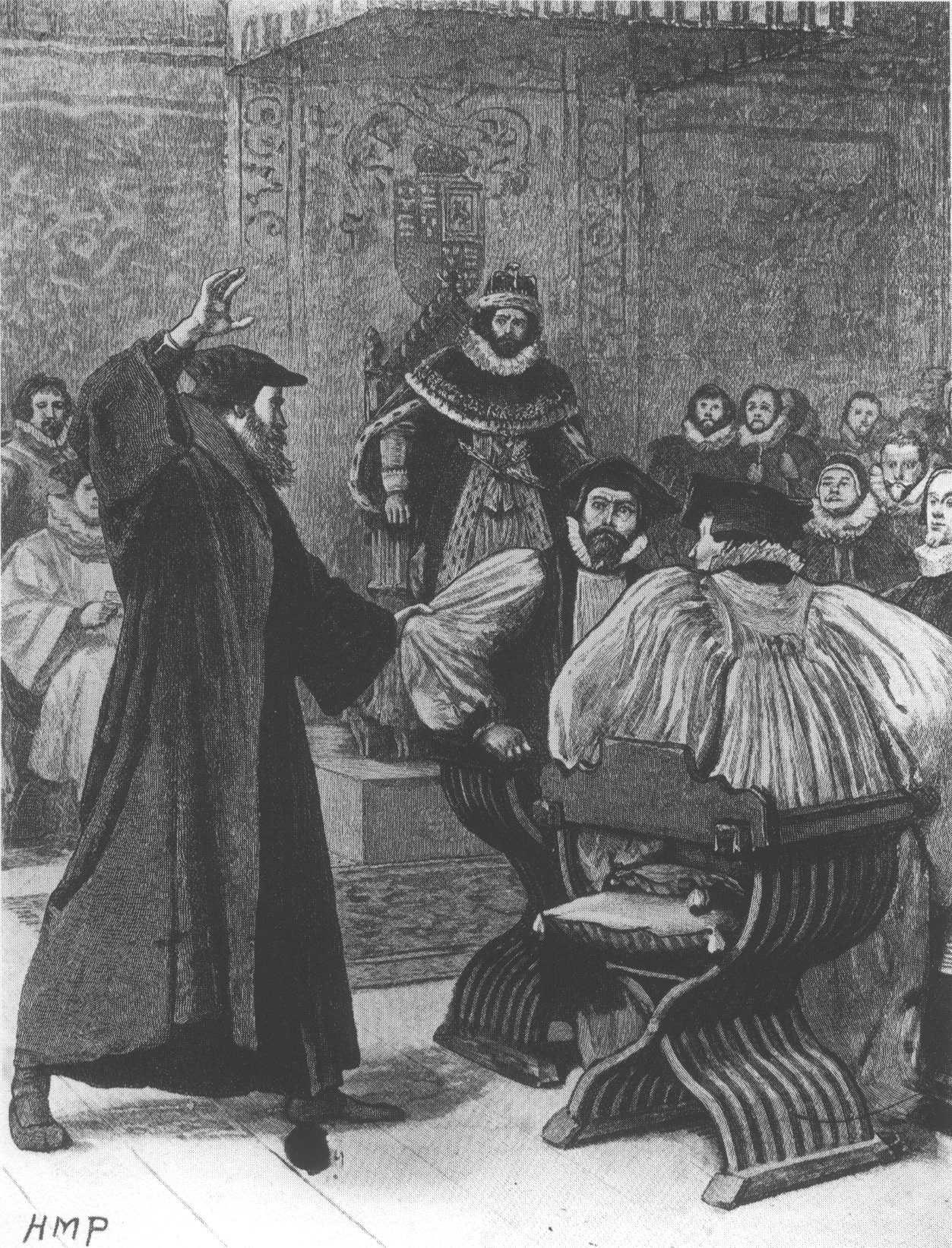
Une description chimérique victorienne de Melville faisant des reproches aux évêques sur la présence de Jacques IV d’Écosse

Après 20 mois de fuite, il rentre  en Écosse en novembre  1585 et reprend ses cours en  mars 1586  à St Andrews, où il continue à enseigner  pendant 20 ans. Il devient recteur de l'université en 1590. Pendant tout ce temps, il protège les libertés de l’Église d’Écosse contre toute  usurpation venant du  gouvernement. C'est ainsi qu'il se bat pour que les droits garantis à l’Église par la constitution soient acceptés. La critique  principale contre lui est que sa ferveur l'amène souvent à oublier le respect qui est dû au monarque de par son caractère « sacré ». L'impolitesse de Melville (si on peut l'appeler ainsi) fut le déchainement d'une juste indignation d'un homme zélé pour assurer la pureté de la  religion et sans  regarder les conséquences pour lui-même. Il fit cette déclaration au roi Jacques IV d’Écosse, qui devint plus tard le roi Jacques I d'Angleterre.
« Sir, vous êtes le simple vassal de Dieu (God's silly vassal) ; Il y a deux rois et deux royaumes en Écosse : il y a le roi, Jacques à la tête du Commonwealth ; et il y a le  Christ Jésus, le roi de l'Église, dont Jacques IV n'est que le sujet et dans ce royaume, il n'est pas le roi, pas le  lord, pas la tête mais un membre. » (les douze derniers mots sont parfois traduits ainsi : « par pas un roi, ni une tête, ni un seigneur mais un membre »).

## Son emprisonnement
En 1599, Andrew Melville fut privé de son titre de recteur, mais fut fait doyen de la faculté de théologie. En 1606, Melville et 7 autres religieux de l'Église d'Écosse furent ainsi sommés de venir à Londres avec l'Ordre que « Sa Majesté puisse traiter avec eux de sujets tels qu'ils puissent assurer la paix dans l’Église. ».
L'affirmation de l'ensemble de ces hommes de foi fut que la seule solution pour atteindre ce but était de mettre en place une Assemblée libre. Melville donna son opinion, dans deux longs discours avec sa liberté de parole habituelle mais peu de temps après il écrivit une épigramme sarcastique en latin concernant certaines pratiques rituelles, qui avaient lieu dans la chapelle de Hampton Court Palace, et quelques oreilles indiscrètes ayant rapporté ceci au roi, il fut conduit à la Tour de Londres et maintenu en détention pendant 4 ans. À sa libération, refusant la permission de retourner dans son  pays, il fut invité à prendre la chaire de professeur à l'Académie de Sedan et il y passa les 7 dernières années de sa vie.